# 13312 Orlowitz
13312 Orlowitz este o planetă minoră (asteroid), cu un diametru de 5,33 km, din centura de asteroizi. A fost descoperită pe 14 septembrie 1998 la Magdalena Ridge Observatory⁠(d) de Lincoln Near-Earth Asteroid Research. 
Obiectul prezintă o orbită caracterizată de o semiaxă mare de 2,5844285 UAi, o excentricitate de 0,09, o înclinație de 4,70234 ° în raport cu ecliptica.